# Bracon montesi
Bracon montesi är en stekelart som först beskrevs av Blanchard 1948.  Bracon montesi ingår i släktet Bracon och familjen bracksteklar. Inga underarter finns listade.